# Claudio Alvarado
Claudio Patricio Alvarado Andrade (Castro, 7 de febrero de 1960) es un ingeniero comercial y político chileno, militante de la Unión Demócrata Independiente (UDI). Entre junio y julio de 2020 se desempeñó como ministro Secretario General de la Presidencia. Del el 4 de agosto de 2020  hasta el 11 de marzo del 2022 se desempeñó como senador por la Región del Biobío, en reemplazo de Víctor Pérez Varela.
Anteriormente fue subsecretario de Desarrollo Regional y Administrativo (2019-2020), subsecretario General de la Presidencia en el primer (2010-2014) y segundo gobierno de Sebastián Piñera (2018-2019), y diputado por las comunas de Castro, Ancud, Quemchi, Dalcahue, Curaco de Vélez, Quinchao, Puqueldón, Chonchi, Queilén, Hualaihué, Futaleufú y Palena entre 1994 y 2010.

## Biografía

### Familia
Nació el 7 de febrero de 1960, en Castro, Chiloé. Hijo de José Guillermo Alvarado Andrade y de María Irma Andrade Bahamonde.
Está casado con la profesora Ángela María Andrade Pérez, con quien es padre de; Roxana, Daniela Paz, María José, Claudio Joaquín y un quinto.

### Estudios y vida laboral
Realizó sus estudios primarios en la Escuela Luis Uribe Díaz de Castro y los secundarios en el Liceo Galvarino Riveros Cárdenas de la misma ciudad. Ingresó a la Escuela de Negocios de Valparaíso (actual Universidad Adolfo Ibáñez), egresando con el título de ingeniero comercial y licenciado en administración de empresas.
Comenzó su actividad laboral en 1983, como jefe de finanzas de control en la Municipalidad de Ancud, cargo en el que se mantuvo hasta 1984. Al año siguiente, asumió como jefe del Departamento de Administración de Educación Municipal de Castro.
Entre 1988 y 1992, se desempeñó como agente del Banco de Crédito e Inversiones (BCI) de Ancud y posteriormente, entre 1992 y 1993, como agente zonal de BCI en Puerto Montt.

## Carrera política

### Inicios
Con 25 años, fue alcalde de Quemchi entre junio de 1985 y diciembre de 1986, designado por la dictadura militar de Augusto Pinochet.

### Diputado (1994-2010)
En diciembre de 1993, fue elegido diputado como independiente dentro del pacto Unión por el Progreso de Chile por el antiguo distrito N.º 58, correspondiente a las comunas de Ancud, Castro, Chonchi, Curaco de Vélez, Dalcahue, Futaleufú, Hualaihué, Palena, Puqueldón, Queilén, Quemchi y Quinchao (Chiloé y Palena), para el período 1994-1998. En dicho período, integró la Comisión Permanente de Hacienda y fue diputado reemplazante en la Comisión Permanente de Trabajo y Seguridad Social.
En diciembre de 1997, obtuvo la reelección como diputado por el mismo distrito (para el período legislativo 1998-2002). Integró las comisiones permanentes de Obras Públicas, Transportes y Telecomunicaciones; y de Ciencia y Tecnología.
En 2001 se integró a la Unión Demócrata Independiente (UDI), y representando a este partido fue reelegido como diputado por el mismo distrito (para el período legislativo 2002-2006). Durante su periodo parlamentario, formó parte de las comisiones permanentes de Obras Públicas, Transportes y Telecomunicaciones; y de Hacienda. Además de la Comisión Investigadora sobre Tala Ilegal del Alerce y las comisiones especiales sobre Zonas Extremas del País, la que presidió, y la Mixta de Presupuestos.
En diciembre de 2005, obtuvo su cuarta reelección por el mismo distrito (para el período legislativo 2006-2010). Durante su gestión, integró las comisiones permanentes de Obras Públicas, Transportes y Telecomunicaciones; de Hacienda; y de Zonas Extremas. Además de las comisiones especiales de estudio del Régimen Político Chileno; y de Política Antártica Chilena. También, ejerció primero como subjefe y luego jefe de la bancada de la UDI. También, fue miembro de los grupos interparlamentarios chileno-argentino, chileno-británico, chileno-colombiano, chileno-italiano y chileno-surcoreano.
Asimismo, participó en misiones al extranjero: la XXVII Reunión Plenaria de la Comisión Parlamentaria del MERCOSUR en Argentina; la Sesión Plenaria del Parlamento Andino en Colombia; la Reunión Comisión Parlamentaria del MERCOSUR en Uruguay; la Reunión Plenaria del Parlamento Andino en Colombia; y visitó Canadá, invitado por Parlamento de ese país.
Buscó nuevamente la reelección en las elecciones parlamentarias de 2009, pero fuera superado por su compañero de lista Alejandro Santana (RN).

### Subsecretario y Ministro de Piñera
En 2010 fue convocado por el presidente electo Sebastián Piñera para ocupar la Subsecretaría General de la Presidencia (SEGPRES) en su primer gobierno, asumiendo el 11 de marzo de ese año y manteniéndose en el cargo hasta el fin de esa presidencia, el 11 de marzo de 2014.
Volvió a asumir como subsecretario General de la Presidencia en el segundo gobierno de Piñera, asumiendo el 11 de marzo de 2018. El 4 de noviembre de 2019, Piñera lo designó titular de la Subsecretaría de Desarrollo Regional y Administrativo (SUBDERE). El 4 de junio de 2020 es designado ministro Secretario General de la Presidencia. Dejó el cargo el 28 de julio de 2020, siendo sucedido por Cristián Monckeberg.

### Senador (2020-2022)
El 31 de julio de 2020 fue designado por la directiva de su partido (UDI), como reemplazante para terminar el periodo de Víctor Pérez Varela en el Senado, luego del nombramiento de éste como ministro del Interior y Seguridad Pública por Sebastián Piñera. A partir del 4 de agosto de 2020, fue integrante de las comisiones permanentes de Educación y Cultura y Defensa Nacional; y la Comisión Especial sobre Recursos Hídricos, Desertificación y Sequía.

## Historial electoral

### Elecciones parlamentarias de 1993
- Elecciones parlamentarias de 1993, candidato a diputado por el distrito 58 (Curaco de Vélez, Hualaihué, Futaleufú, Chaitén, Quellón, Ancud, Castro, Puqueldón, Chonchi, Queilén, Dalcahue, Palena, Quemchi y Quinchao)[12]

### Elecciones parlamentarias de 1997
- Elecciones parlamentarias de 1997, candidato a diputado por el distrito 58 (Curaco de Vélez, Hualaihué, Futaleufú, Chaitén, Quellón, Ancud, Castro, Puqueldón, Chonchi, Queilén, Dalcahue, Palena, Quemchi y Quinchao)[13]

### Elecciones parlamentarias de 2001
- Elecciones parlamentarias de 2001, candidato a diputado por el distrito 58 (Curaco de Vélez, Hualaihué, Futaleufú, Chaitén, Quellón, Ancud, Castro, Puqueldón, Chonchi, Queilén, Dalcahue, Palena, Quemchi y Quinchao)[14]

### Elecciones parlamentarias de 2005
- Elecciones parlamentarias de 2005, candidato a diputado por el distrito 58 (Curaco de Vélez, Hualaihué, Futaleufú, Chaitén, Quellón, Ancud, Castro, Puqueldón, Chonchi, Queilén, Dalcahue, Palena, Quemchi y Quinchao)[15]

### Elecciones parlamentarias de 2009
- Elecciones parlamentarias de 2009, candidato a diputado por el distrito 58 (Curaco de Vélez, Hualaihué, Futaleufú, Chaitén, Quellón, Ancud, Castro, Puqueldón, Chonchi, Queilén, Dalcahue, Palena, Quemchi y Quinchao)[16]